# Žrnova
Žrnova este o localitate din comuna Radenci, Slovenia, cu o populație de 24 de locuitori.